# Clerks.
Clerks. is een Amerikaanse zwart-witfilm uit 1994, geschreven en geregisseerd door Kevin Smith. Het was zijn eerste film.
De film gaat over een dag uit het leven van Dante Hicks en Randal Graves; twee medewerkers in een sigarenwinkeltje die zich vervelen, klanten vervelen, praten over films en in de winkel hockeyen. Volgens critici gaat de film nergens over, terwijl fans juist de dialogen in de film roemen.
De film kreeg in 2006 een vervolg, Clerks II.

## Rolverdeling
| Acteur             | Personage                           |
| ------------------ | ----------------------------------- |
| Brian O'Halloran   | Dante Hicks                         |
| Jeff Anderson      | Randal Graves                       |
| Marilyn Ghigliotti | Veronica Loughran                   |
| Lisa Spoonhauer    | Caitlin Bree                        |
| Jason Mewes        | Jay                                 |
| Kevin Smith        | Silent Bob                          |
| Scott Mosier       | Willam Black, boze hockeyende klant |

## Trivia
- Op de laserdisk (en later ook op de dvd) is ook een alternatief (origineel) einde van de film te zien, waarin Dante doodgeschoten wordt. Volgens Smith beëindigde hij de film op deze manier omdat hij geen ander einde wist, maar hij nam de kritiek over dit einde serieus, zodat dit niet in de bioscoopversie te zien is.
- Naast een jeugdvriend van Smith (Walt Flanagan) speelt ook zijn goede vriend en coproducent Scott Mosier in deze film.
- Smith had zichzelf in de film geschreven omdat het zijn eerste en misschien ook wel zijn laatste film zou kunnen zijn. Omdat het niet praktisch is om jezelf te regisseren, had hij zichzelf een "stille rol" gegeven: Silent Bob was geboren.